# ANAPC7
Субъединица комплекса стимуляции анафазы 7 (англ. Anaphase-promoting complex subunit 7) — фермент, кодируемый у человека геном ANAPC7. Существуют несколько вариантов транскриптов, кодирующих различные изоформы для этого гена.

## Функция
Этот ген кодирует тетратрикопептидные повторы, содержащие компоненты комплекса стимуляции анафазы/циклосомы (APC/C), большой убиквитинлигазы E3, управляющей прогрессированием клеточного цикла, путём управления рядом регуляторов клеточного цикла, таких как циклины B-типа для 26S протеасомно — опосредованной деградации посредством убиквитинирования. Кодируемый белок необходим для соответствующего белка функции убиквитинирования APC/C и взаимодействия APC/C с определенными коактиваторами транскрипции.

## Взаимодействия
ANAPC7, как было выявлено, взаимодействует с ANAPC1, ANAPC4, CDC27 и CDC20.